# Milada Karbanová
Milada Karbanová, sposata Matoušová  (27 marzo 1948), è un'ex altista cecoslovacca.

## Palmarès

### Europei
- 1 medaglia:
  - 1 argento (Roma 1974)

### Europei indoor
- 4 medaglie:
  - 1 oro (Sofia 1971)
  - 1 argento (Göteborg 1974)
  - 2 bronzi (Rotterdam 1973; Monaco di Baviera 1976)